# Неко (футболист)
Маноэ́л Ну́нес (порт. Manoel Nunes; 7 марта 1895, Сан-Паулу — 31 мая 1977, Сан-Паулу), более известный под именем Не́ко (порт. Neco) — бразильский футболист, нападающий. Один из лучших футболистов в истории «Коринтианса», выступал за команду 17 лет, проведя 315 матчей и забив 239 мячей. Первым удостоился статуи в садах славы команды, «Сан-Жорже», в 1929 году. Долгое время работал плотником в Сан-Паулу, но был уволен из-за прогулов.
За сборную Бразилии провёл 15 матчей и забил 8 мячей, выиграв 2 чемпионата Южной Америки в 1919 и 1922 году.
В «Коринтиансе» Неко появился в 1911 году в возрасте 16 лет, через 2 года он дебютировал во взрослой команде. В 1915 году, когда «Коринтианс» не выступал в официальных матчах и почти обанкротился, Неко играл выступал в официальных матчах за «Маккензи Коллеж», а в неофициальных за «Коринтианс». Дважды Неко становился лучшим бомбардиром Лиги Паулиста в 1914 году с 12 мячами и в 1920 с 24 мячами.
Неко известен не только своим футбольным мастерством, но и невыдержанным характером. Когда библиотека «Коринтианса» была реквизирована из-за неуплаты арендной платы, Неко ворвался в библиотеку, чтобы спасти книги. Когда Неко работал тренером «Коринтианса», его отстранили на 18 матчей после того, как он ударил арбитра.

## Награды

### Как игрок

#### Командные
- Чемпион штата Сан-Паулу: 1914, 1916, 1922, 1923, 1924, 1928, 1929, 1930
- Чемпион Южной Америки: 1919, 1922
- 3-е место на чемпионате Южной Америки: 1917

#### Индивидуальные
- Лучший бомбардир Лиги Паулиста: 1914 (12 голов), 1920 (24 гола)
- Лучший бомбардир чемпионата Южной Америки: 1919 (вместе с Фриденрайхом; по 4 гола)

### Как тренер
- Чемпион штата Сан-Паулу: 1937